# محمد بن علي الإدريسي
محمد بن علي بن محمد ابن السيد أحمد ابن إِدْرِيس المعروف بـ الإِدْرِيسي (1293 - 1341 هـ / 1876 - 1923 م) مؤسس دولة الأدارسة في صبيا، تهامة بالجزيرة العربية. ينتسب إلى إدريس الأزهر بن إدريس الأكبر بن الحسن بن الحسن بن علي بن أبي طالب الذي أسس دولة الأدارسة في المغرب. أقام جده السيد أحمد في صبيا، فولد الإدريسي فيها.

## حياته
تعلم في الأزهر وجراء اضطراب الامور في تهامة في أواخر العهد العثماني بايعه عدد من أعيان المخلاف السليماني ثم نشر في صبيا طريقة جده أحمد بن إدريس فاتبعه كثيرون ثم حاصر الوالي التركي في أبو عريش الشريف أحمد الخواجي من زعماء أبو عريش، فقطع يديه إلى الرسغين (حد الحرابة)، عقب استيلائه على صبيا سنة 1327 هـ فجهزت حكومة الترك الجيوش لقتاله، فلم تفلح.
لما نشبت الحرب العالمية الأولى سنة 1914 اتفق مع الإنكليز واحتفظ بعلاقته مع جيرانه الطليان. واستولى بعد الحرب على الحديدة، وتعاقد مع الملك عبد العزيز آل سعود على تأمين مصالح الجانبين. وكان بين خصمين قويين، الإمام يحيى في اليمن، والشريف حسين بن علي في الحجاز. واستمر في حكمه إلى أن توفي. وكان مدبراً حكيماً شجاعاً خطيباً.

## تاريخ
أسس محمد بن أحمد الإدريسي إمارة عرفت بإمارة الأدارسة في منطقة جازان أو ما يعرف بمنطقة المخلاف السليماني في ثلاثينيات القرن التاسع عشر الميلادي وقد توسعت حتى إلى الحديدة كانت دولة ناشئة تعتمد على جيش من القبائل وعاصمتها صبيا ومينائها مدينة جازان.
وقد حاول محمد بن علي بن محمد بن أحمد الإدريسي تقوية الإمارة خاصة بعد أن أدرك أن كلاً من الشريف حسين بن علي ـ شريف مكة ـ والإمام يحيى حميد الدين ـ إمام اليمن ـ كانت لهم أطماع في ضمها. وكي يحافظ السيد محمد بن علي الإدريسي على إمارته اتصل بعبدالعزيز آل سعود، سلطان سلطنة نجد وملحقاتها، وطلب منه العون والدعم خاصة وأن سلطان نجد وملحقاتها كان على علاقة غير جيدة مع شريف مكة وإمام اليمن ويهمه أمر المنطقة الإدريسية المجاورة لحدوده. وجد الإدريسي الدعم من سلطان نجد وملحقاته واستمر منيع الجانب حتى وفاته عام 1923م.
اضطربت الإمارة الإدريسية بعد وفاة السيد محمد بن علي الإدريسي مما دعا الحسن بن علي الإدريسي إلى توقيع معاهدة مع الملك عبد العزيز عام 1345 هـ (الموافق 1926 م) عرفت باسم معاهدة الانضمام الخاصة بالإمارة الإدريسية تم بموجبها وضع ما بقي من إمارة الإدريسي تحت حماية مملكة الحجاز ونجد وملحقاتها. فاحتفظ الملك عبد العزيز آل سعود بموجب تلك المعاهدة بالشؤون الخارجية للمقاطعة الإدريسية، تاركًا الشؤون الداخلية للحسن الإدريسي يتصرف في إدارتها المحلية، ويساعده مندوب للملك عبد العزيز. لكن الإدريسي قرر استعادة نفوذه، والاستقلال من جديد بمقاطعته عن مملكة الحجاز ونجد وملحقاتها، فأرسل الملك عبد العزيز آل سعود حملة عسكرية إلى صبيا، لم يستطع الحسن الإدريسي مقاومتها، فرحل مع بعض أهله وأقاربه إلى اليمن. والبعض منهم بقي وبعد مغادرة الإمام الحسن بن علي الادريسي جازان أعلن الملك عبد العزيز اسم المملكة العربية السعودية على ارجاء المملكة موحدا بذلك ارجاء الدولة الحديثة، بعد أن كان يطلق عليها اسم (سلطنة نجد وملحقاتها) وبعد ضم الحجاز أصبحت (مملكة الحجاز ونجد وملحقاتها) وبعد ضم دولة الادارسة (جازان) أصبحت (المملكة العربية السعودية).